# Només els ximples s'enamoren
Només els ximples s'enamoren (títol original: Fools Rush In) és una pel·lícula estatunidenca d'Andy Tennant, estrenada l'any 1997. Ha estat doblada al català.

## Argument
Alex Whitman (Matthew Perry) és un arquitecte novaiorquès enviat a Las Vegas per supervisar uns treballs. Coneix Isabel Fuentes (Salma Hayek), una fotògrafa. Es cauen bé mútuament i passen la nit junts però la seva atracció recíproca no dura i cadascun marxa per la seva banda. Tres mesos més tard, Isabel reprèn el contacte amb Alex per anunciar-li que porta un fill seu.

## Repartiment
- Matthew Perry: Alex Whitman
- Salma Hayek: Isabel Fuentes-Whitman
- Jon Tenney: Jeff
- Carlos Gómez: Chuy
- Tomás Milián: Tomas Fuentes
- Siobhan Fallon: Lainie
- John Bennett Perry: Richard Whitman
- Stanley DeSantis: Judd Marshall
- Suzanne Snyder: Cathy Stewart
- Anne Betancourt: Amalia Fuentes
- Jill Clayburgh: Nan Whitman

## Crítica
- "Encertada comèdia sobre les diferències culturals i oposades personalitats"[3]
- "Estupenda comèdia"[4]